# ووکوواتس
ووکوواتس (به صربی: Vukovac) یک منطقهٔ مسکونی در صربستان است که در ژاگوبیتسا واقع شده‌است. ووکوواتس ۴۹۲ نفر جمعیت دارد.